# Voyage that Never Ends
Voyage that Never Ends è una composizione del musicista italiano Stefano Scodanibbio per contrabbasso solo, una suite di quattro brani che l'autore ha suonato di persona per un periodo di dieci anni.
Il titolo è tratto dall'omonimo progetto letterario, incompiuto, di Malcolm Lowry mentre i nomi dei quattro movimenti sono ispirati a capitoli degli Incidents of Travel in Yucatan dell'esploratore inglese John Lloyd Stephens.

## L'opera
(Stefano Scodanibbio)
Voyage that Never Ends è il risultato di un work in progress durato quasi venti anni. Scodanibbio parte all'inizio degli anni Ottanta con una serie di esercizi sullo staccato; lavorando con movimenti dell'arco sulla terza corda, ottiene una “pulsazione ritmica” regolare. In seguito  aggiunge spostamenti dell'archetto verso il ponticello dello strumento, e poi ancora varie altre tecniche ottenendo una tessitura timbrica complessa: il picchiettato, l'arco circolare, l'arco obliquo, il legno battuto, lo sfregamento, la percussione e il pizzicato. L'effetto sull'ascoltatore è un'eco di antichi strumenti.
A partire da metà anni Novanta, Scodanibbio comincia a lavorare anche sulle altre corde, intonate con un'accordatura inventata appositamente. Nella versione definitiva, Voyage that Never Ends è destinato a essere suonato su corde “vuote” (senza intervento della mano sinistra sui tasti).
La scala di 11 suoni utilizzata ha origine dai primi armonici naturali di questa “scordatura”, vale a dire fa #, la #, mi e sol #.

## Incisioni
- Stefano Scodanibbio, Voyage that never ends, New Albion Records, n. serie NA101, registrazione 18-19 novembre 1997 a Modena. Contiene i seguenti movimenti:

1. Voyage Started (21'41")
2. Voyage Interrupted (7'04")
3. Voyage Continued (10'10")
4. Voyage Resumed (6'42")